# مهندسی ساخت و تولید

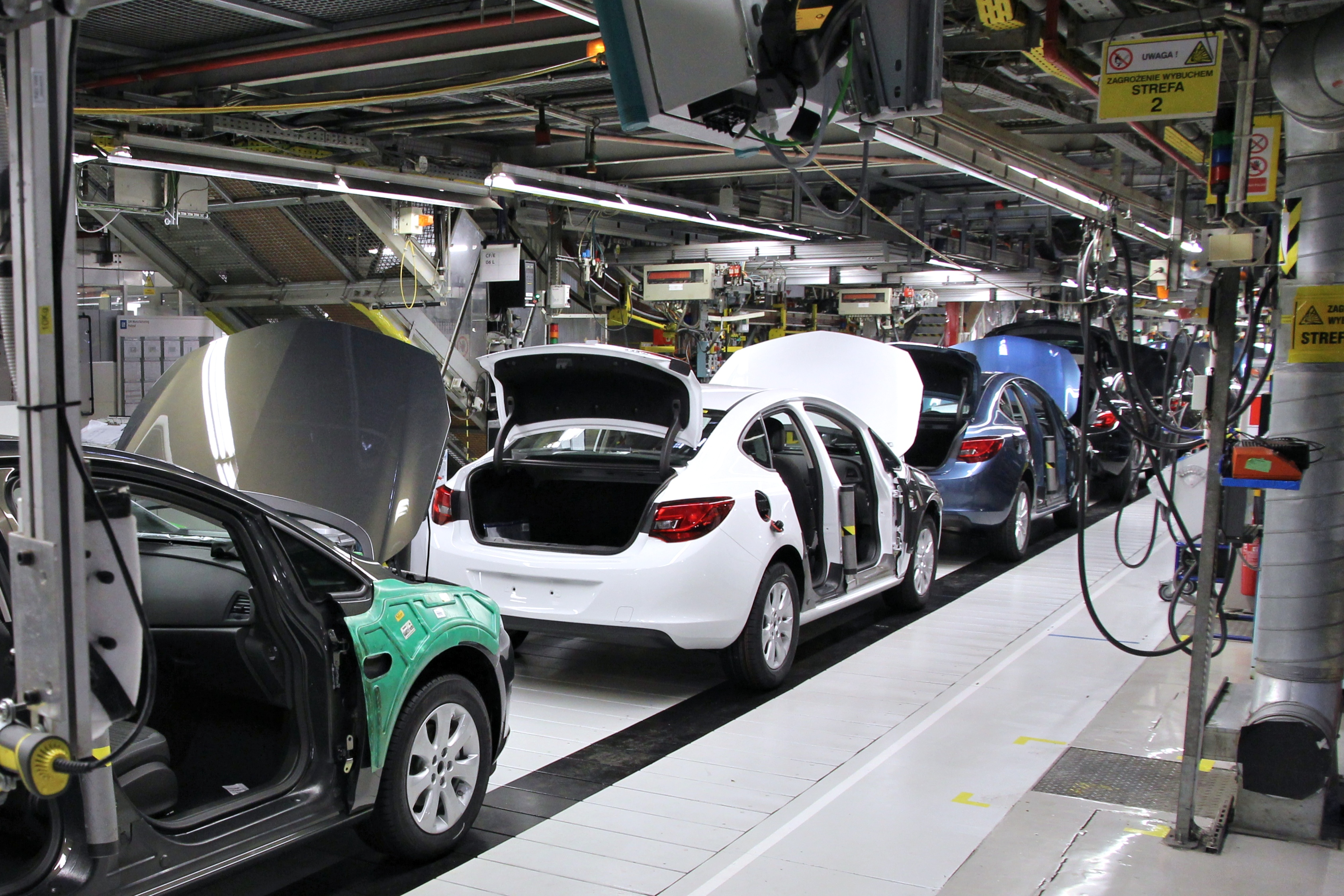
خط مونتاژ خودرو در جنرال موتورز - لهستان

مهندسی ساخت و تولید (به انگلیسی: Manufacturing engineering) فوق رشته‌ای از مهندسی است (زیر مکانیک) که به تحصیلات و تجاربی نیازمند است تا رویه‌های مهندسی را در پروسه‌های تولید (قالب‌سازی، جوشکاری، ماشین کاری، تعمیرات و نگهداری و غیره) در همهٔ زمینه‌ها آموخته، بکار برده و کنترل کند. این به توان برنامه‌ریزی در فرایندهای تولید نیازمند است تا دربارهٔ ابزارها، روندها و ماشین‌آلات و تجهیزات تحقیق کند و آن‌ها را بهبود بخشد و امکانات و سیستم‌ها را برای تولید فراورده‌های با کیفیت و هزینهٔ بهینه یکی کند. یکی دیگر از ظرفیت‌های این رشته در این است که مقرون به صرفه بودن پروژه‌ها را نیز مورد ارزیابی قرار می‌دهد.
مهندسان ساخت و تولید سنسورهای به کار رفته در کیسهٔ هوای خودروها، کلید اپتیک در تلفن همراه و نوک چاپ در چاپگر را می‌سازند. آن‌ها همچنین در زمینهٔ تولید موتورهای جت کوچک، تلسکوپ‌های پیشرفته، ریزپردازنده‌ها، سمعک‌های درون گوشی، چاپگرهای سه بعدی، ابزارآلات ماشین‌کاری، پمپ‌های آب آتش‌نشانی و ساخت انواع خودروها و ساخت هواپیما، موشک‌ها و نیز تولید سبز مشغول به فعالیت‌اند.

## بررسی اجمالی
مهندسی ساخت بر پایه مهارت‌های مهندسی صنایع و مهندسی مکانیک است که عناصر مهمی از مکاترونیک، تجارت، اقتصاد و مدیریت بازرگانی را اضافه می‌کند. این رشته همچنین به ادغام امکانات و سیستم‌های مختلف برای تولید محصولات باکیفیت (با هزینه بهینه) با به‌کارگیری اصول فیزیک و نتایج مطالعات سیستم‌های ساخت می‌پردازد، مانند موارد زیر:
- صنعت‌گری
- سیستم کارخانه
- تولید انبوه
- تولید یکپارچه کامپیوتری(CIM)
- فناوری‌های کامپیوتری در تولید
- تولید ناب
- سیستم تولیدی انعطاف‌پذیر (FMS)
- سفارشی سازی انبوه
- تولید چابکماشین CNC - نمونه ای از ماشین ابزار کنترل عددی کامپیوتری

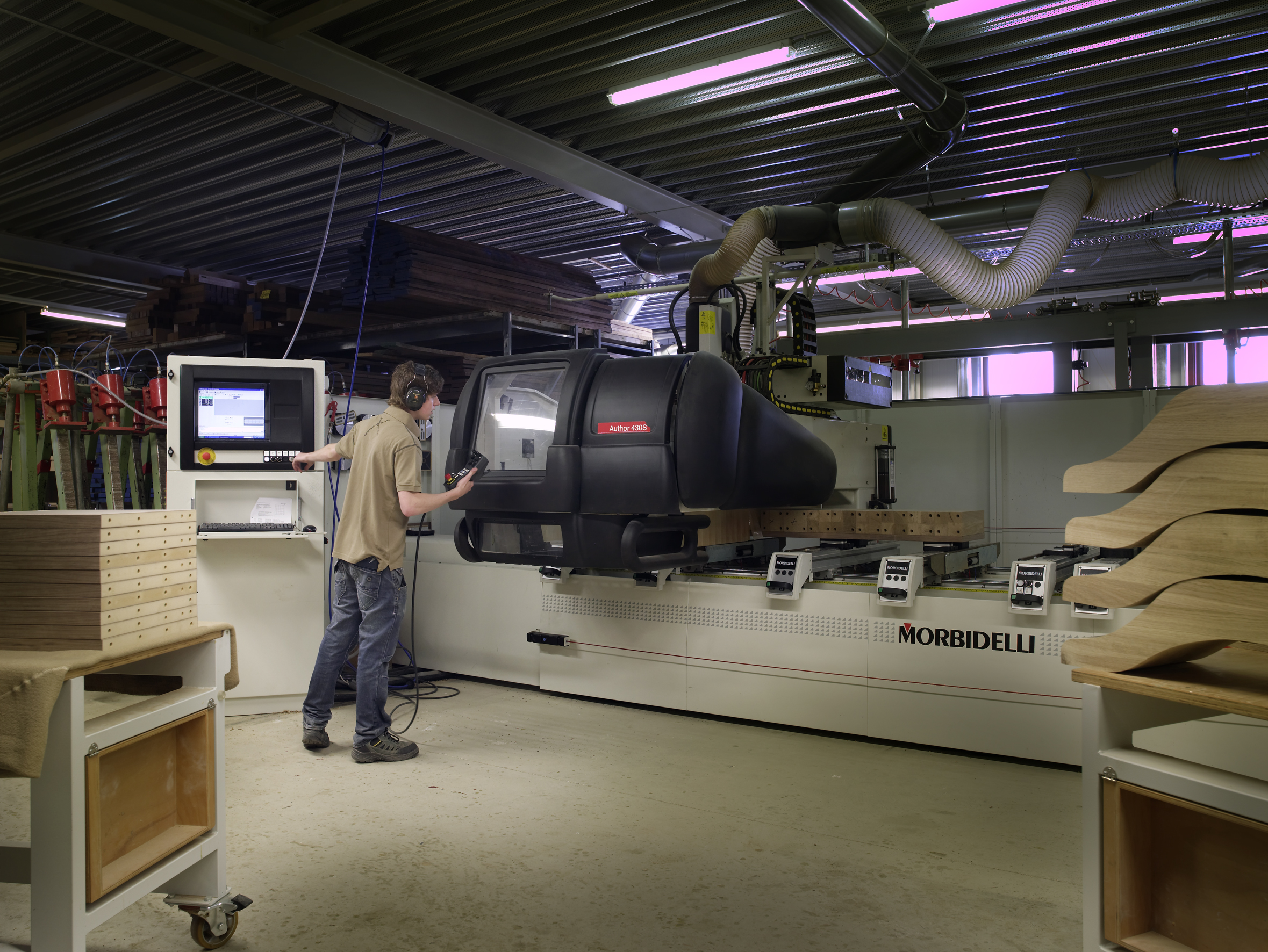
ماشین CNC - نمونه ای از ماشین ابزار کنترل عددی کامپیوتری

مهندسان ساخت و تولید مصنوعات فیزیکی، فرآیندهای تولید و فناوری را توسعه و ایجاد می‌کنند. این یک حوزه بسیار گسترده است که شامل طراحی و توسعه محصولات می‌شود. مهندسی ساخت به عنوان زیرشاخه مهندسی صنایع/مهندسی سیستم‌ها در نظر گرفته می‌شود و همپوشانی‌های بسیار قوی با مهندسی مکانیک دارد. موفقیت یا شکست مهندسان تولید به‌طور مستقیم بر پیشرفت فناوری و گسترش نوآوری تأثیر می‌گذارد. این رشته از مهندسی ساخت، از نظم ابزار و ابزار در اوایل قرن بیستم پدیدار شد. از دهه ۱۹۶۰ زمانی که کشورهای صنعتی کارخانه‌هایی را معرفی کردند، گسترش زیادی یافت:
1. ماشین ابزار کنترل عددی و سیستم‌های تولید خودکار.
2. روش‌های آماری پیشرفته کنترل کیفیت: این کارخانه‌ها توسط مهندس برق آمریکایی ویلیام ادواردز دمینگ پیشگام بودند که در ابتدا توسط کشور خود نادیده گرفته شد. همین روش‌های کنترل کیفیت بعداً کارخانه‌های ژاپنی را به رهبران جهانی در مقرون به صرفه بودن و کیفیت تولید تبدیل کرد.

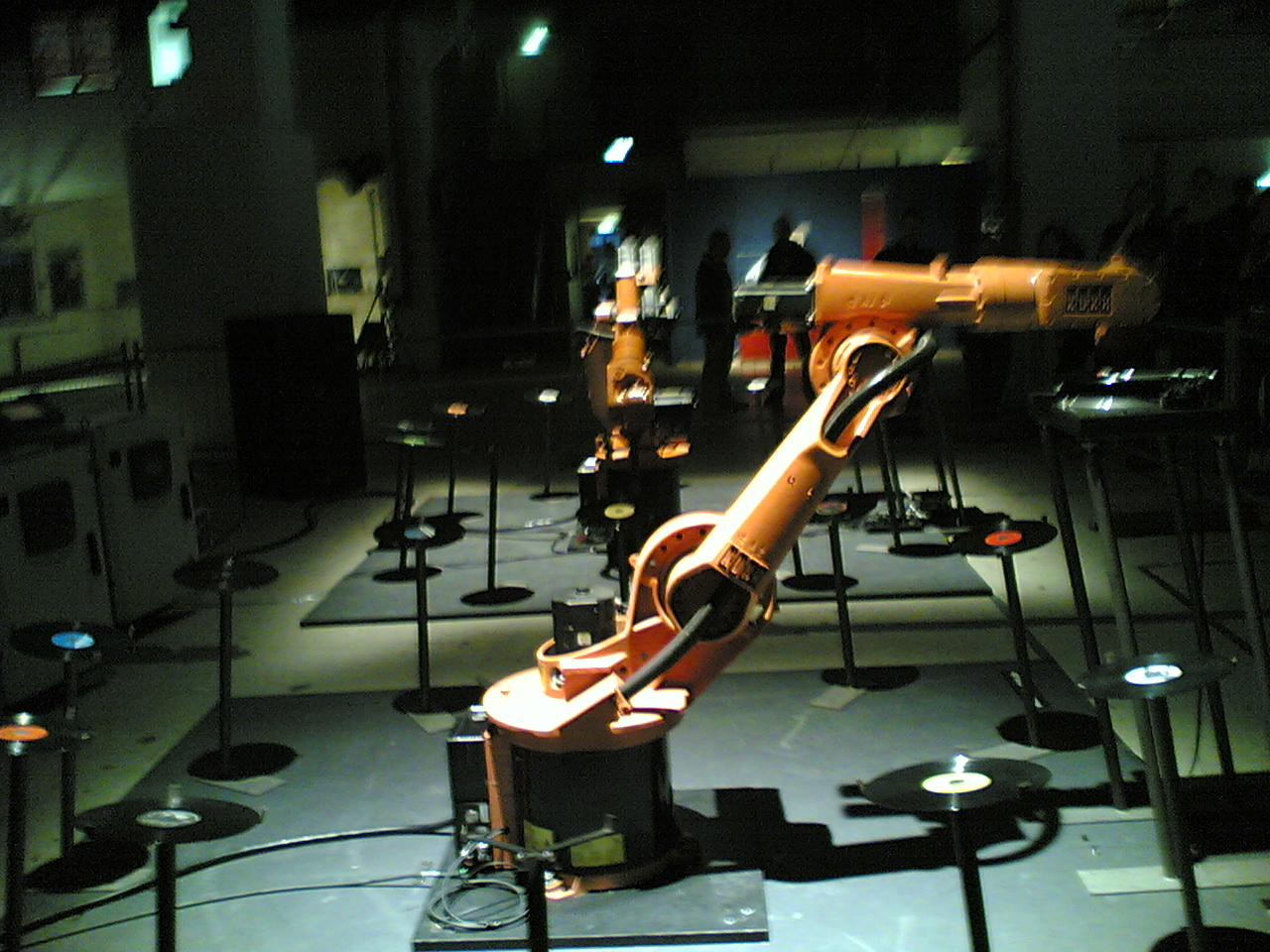
ربات مفصلی DJ

۳. روبات‌های صنعتی در کف کارخانه، در اواخر دهه ۱۹۷۰ معرفی شدند: این بازوها و گیره‌های جوشکاری با کنترل کامپیوتر می‌توانستند کارهای ساده‌ای مانند اتصال درب خودرو را به سرعت و بدون نقص در ۲۴ ساعت شبانه روز انجام دهند. این باعث کاهش هزینه‌ها و بهبود سرعت تولید شد.

## تاریخچه
تاریخچه مهندسی ساخت را می‌توان در کارخانه‌های اواسط قرن نوزدهم ایالات متحده آمریکا و قرن هجدهم انگلستان دنبال کرد. اگرچه سایت‌ها و کارگاه‌های بزرگ تولید خانگی در چین، روم باستان و خاورمیانه تأسیس شد، اما زرادخانه ونیز یکی از اولین نمونه‌های کارخانه به معنای امروزی کلمه را ارائه می‌دهد. این کارخانه چند صد سال قبل از انقلاب صنعتی در سال ۱۱۰۴ در جمهوری ونیز تأسیس شد و با استفاده از قطعات ساخته شده کشتی‌ها را در خطوط مونتاژ به تولید انبوه رساند. آرسنال ونیز ظاهراً هر روز نزدیک به یک کشتی تولید می‌کرد و در اوج خود، ۱۶۰۰۰ نفر را استخدام می‌کرد.
بسیاری از مورخان کارخانه سوهو متیو بولتون (که در سال ۱۷۶۱ در بیرمنگام تأسیس شد) را به عنوان اولین کارخانه مدرن می‌دانند. ادعاهای مشابهی را می‌توان برای آسیاب ابریشم جان لومب در دربی (۱۷۲۱) یا کارخانه کرامفورد ریچارد آرک رایت (۱۷۷۱) مطرح کرد. آسیاب کرامفورد به‌منظور قرار دادن تجهیزاتی که در اختیار داشت و برای انتقال مواد از طریق فرآیندهای مختلف تولید ساخته شد.
یکی از مورخان، جک ودرفورد، معتقد است که اولین کارخانه در پوتوسی بود. کارخانه پوتوسی از نقره فراوانی که در آن نزدیکی استخراج می‌شد بهره برد و شمش نقره را به سکه تبدیل کرد.
مستعمرات بریتانیا در قرن نوزدهم کارخانه‌ها را صرفاً به عنوان ساختمان‌هایی ساختند که در آن تعداد زیادی از کارگران برای انجام کارهای دستی، معمولاً در تولید نساجی، جمع می‌شدند. این برای اداره و توزیع مواد به کارگران فردی کارآمدتر از روش‌های قبلی تولید، مانند صنایع خانه‌داری یا سیستم خاموش کردن بود.
کارخانه‌های پنبه از اختراعاتی مانند موتور بخار و دستگاه بافندگی نیرو برای پیشگامی در کارخانه‌های صنعتی قرن نوزدهم استفاده کردند، جایی که ماشین ابزار دقیق و قطعات قابل تعویض باعث کارایی بیشتر و ضایعات کمتر می‌شد. این تجربه اساس مطالعات بعدی مهندسی ساخت را تشکیل داد. بین سال‌های ۱۸۲۰ و ۱۸۵۰، کارخانه‌های غیرمکانیزه جایگزین فروشگاه‌های سنتی صنعت‌گران به‌عنوان شکل غالب مؤسسه‌های تولیدی شدند.

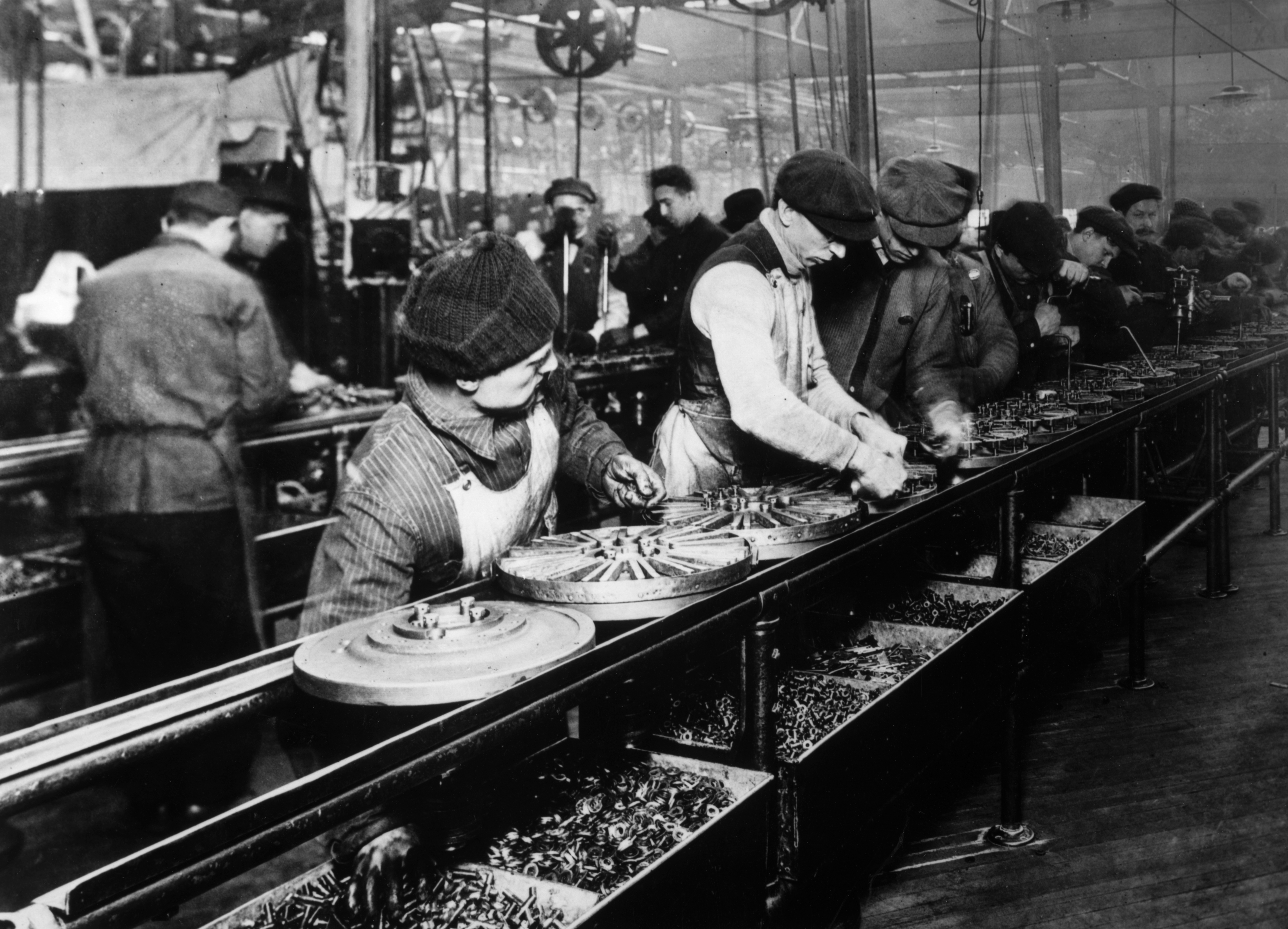
خط مونتاژ فورد - ۱۹۱۳

هنری فورد در اوایل قرن بیستم با نوآوری در تولید انبوه، مفهوم کارخانه و در نتیجه مهندسی ساخت را متحول کرد. کارگران بسیار متخصص که در کنار یک سری از رمپ‌های غلتشی قرار می‌گیرند، محصولی مانند (در مورد فورد) خودرو را می‌سازند. این مفهوم به‌طور چشمگیری هزینه‌های تولید را برای تقریباً همه کالاهای تولیدی کاهش داد و عصر مصرف گرایی را به وجود آورد.

## اهمیت
تمامی فراورده‌ها از هواپیما و خودرو تا رایانه و اسباب بازی باید تولید شوند. مهندسی ساخت و تولید دانش و هنر ساختن فراورده‌های با کیفیت با هزینهٔ منطقی است. مهندسی ساخت و تولید شامل اجزایی از مهندسی مکانیک، مهندسی برق، مهندسی مواد و مهندسی صنایع است.
در بین رشته‌های مکانیک جامع‌ترین رشته بوده و تمامی بخش‌های اصلی ساخت و تولید، روندهای تولید، برنامه‌ریزی، کنترل کیفیت، طراحی ابزار، رباتیک، طراحی به کمک کامپیوتر و تولید به کمک کامپیوتر را شامل می‌شود.
مهندسان ساخت و تولید روش ساخت فراورده را طراحی می‌کنند. آن‌ها باید به اندازهٔ کافی با روش‌های متنوع تولید مانند برش فلزات، شکل دهی، مونتاژ، بازرسی و تست آشنا باشند تا بتوانند روند تولید را طرح‌ریزی کنند و برای یافتن بهترین شرایط کارکرد تحقیق کنند. ممکن است آن‌ها ابزارها و ماشین‌های مخصوصی طراحی کنند و برای بهبود بخشیدن به روش‌های تولید کنونی نوآوری‌هایی به خرج دهند. آن‌ها استانداردهای کارها را تعیین می‌کنند و مراحل تولید را هماهنگ می‌کنند تا روند همواری را از دریافتن مواد اولیه تا صادر کردن قطعات ساخته شده تضمین کنند. آن‌ها باید تجهیزات، نیروی انسانی و امکانات را در یک سیستم که فراورده‌های با کیفیت را به‌طور کارامد تولید می‌کند، به خوبی متحد کنند.

## تحولات مدرن
مطالعات مهندسی ساخت مدرن شامل کلیه فرآیندهای میانی مورد نیاز برای تولید و ادغام اجزای یک محصول می‌باشد.
برخی از صنایع مانند تولیدکنندگان نیمه هادی و فولاد از اصطلاح «ساخت» برای این فرایندها استفاده می‌کنند.
اتوماسیون در فرآیندهای مختلف تولید مانند ماشینکاری و جوشکاری استفاده می‌شود. تولید خودکار به کاربرد اتوماسیون برای تولید کالا در یک کارخانه اشاره دارد. مزایای اصلی تولید خودکار برای فرایند تولید با اجرای مؤثر اتوماسیون محقق می‌شود و شامل ثبات و کیفیت بالاتر، کاهش زمان تحویل، ساده‌سازی تولید، کاهش حمل و نقل، بهبود گردش کار و بهبود روحیه کارگران است.
رباتیک کاربرد مکاترونیک و اتوماسیون برای ایجاد ربات‌هایی است که اغلب در تولید برای انجام کارهای خطرناک، ناخوشایند یا تکراری استفاده می‌شوند. این ربات‌ها ممکن است از هر شکل و اندازه ای باشند، اما همه از قبل برنامه‌ریزی شده‌اند و به صورت فیزیکی با جهان تعامل دارند. برای ایجاد یک ربات، یک مهندس معمولاً از سینماتیک (برای تعیین دامنه حرکت ربات) و مکانیک (برای تعیین تنش‌های درون ربات) استفاده می‌کند. ربات‌ها به‌طور گسترده در مهندسی ساخت و تولید استفاده می‌شوند.
ربات‌ها به کسب‌وکارها این امکان را می‌دهند که در هزینه‌های نیروی کار صرفه‌جویی کنند، کارهایی را انجام دهند که برای انسان‌ها بسیار خطرناک یا دقیق‌تر از آن هستند که به لحاظ اقتصادی انجام ندهند و کیفیت بهتری را تضمین کنند. بسیاری از شرکت‌ها از خطوط مونتاژ ربات‌ها استفاده می‌کنند و برخی از کارخانه‌ها آنقدر روبات‌سازی شده‌اند که می‌توانند به تنهایی کار کنند. در خارج از کارخانه، روبات‌ها در خنثی سازی بمب، اکتشافات فضایی و بسیاری از زمینه‌های دیگر به کار گرفته شده‌اند. ربات‌ها برای کاربردهای مختلف مسکونی نیز فروخته می‌شوند.

## تحصیلات
مهندسین ساخت و تولید
مهندسین تولید بر طراحی، توسعه و بهره‌برداری از سیستم‌های تولید یکپارچه برای به دست آوردن محصولات با کیفیت بالا و رقابتی اقتصادی تمرکز می‌کنند. این سیستم‌ها ممکن است شامل تجهیزات جابجایی مواد، ماشین ابزار، روبات‌ها یا حتی کامپیوترها یا شبکه‌های کامپیوتری باشد.
مدارک آکادمیک و برنامه درسی مقاطع
مهندسان ساخت و ساز دارای مدرک کاردانی یا لیسانس مهندسی با گرایش مهندسی ساخت و تولید هستند. طول تحصیل برای چنین مدرکی معمولاً دو تا پنج سال است و پس از آن پنج سال تمرین حرفه ای دیگر برای واجد شرایط بودن به عنوان یک مهندس حرفه ای است. کار به عنوان یک تکنسین مهندسی ساخت شامل یک مسیر صلاحیت بیشتر برنامه محور است.
مدارک آکادمیک برای مهندسان تولید معمولاً دانشیار یا لیسانس مهندسی، [BE] یا [BEng]، و دانشیار یا لیسانس علوم، [BS] یا [BSc] است. برای تکنسین‌های تولید، مدارک مورد نیاز، کاردانی یا لیسانس فناوری [B.TECH] یا کاردانی یا کارشناسی علوم کاربردی [BASc] در تولید، بسته به دانشگاه است. مدارک کارشناسی ارشد در مهندسی ساخت شامل کارشناسی ارشد مهندسی [ME] یا [MEng] در ساخت، کارشناسی ارشد [M.Sc] در مدیریت ساخت، کارشناسی ارشد [M.Sc] در مدیریت صنعتی و تولید، و کارشناسی ارشد علوم [M.Sc] و همچنین کارشناسی ارشد مهندسی [ME] در طراحی، که زیرشاخه ای از تولید است. دوره‌های دکتری [PhD] یا [DEng] در تولید نیز بسته به دانشگاه موجود است.
برنامه درسی مقطع کارشناسی به‌طور کلی شامل دوره‌هایی در فیزیک، ریاضیات، علوم کامپیوتر، مدیریت پروژه و موضوعات خاص در مهندسی مکانیک و ساخت و ساز است. در ابتدا، چنین موضوعاتی بیشتر، اگر نه همه، زیرشاخه‌های مهندسی ساخت و تولید را پوشش می‌دهند. سپس دانش‌آموزان انتخاب می‌کنند تا در پایان کار مدرک خود در یک یا چند زیررشته تخصص پیدا کنند.
سرفصل دروس
برنامه درسی پایه برای مدرک لیسانس در مهندسی ساخت و تولید یا مهندسی تولید شامل برنامه درسی ذکر شده در زیر است. این برنامه درسی ارتباط نزدیکی با مهندسی صنایع و مهندسی مکانیک دارد، اما با تأکید بیشتر بر علم تولید یا علم تولید متفاوت است. این شامل حوزه‌های زیر است:
- ریاضیات (حساب، معادلات دیفرانسیل، آمار و جبر خطی)
- مکانیک (استاتیک و دینامیک)
- مکانیک جامدات
- مکانیک سیالات
- علم مواد
- مقاومت مصالح
- دینامیک سیالات
- هیدرولیک
- پنوماتیک
- HVAC (گرمایش، تهویه و تهویه مطبوع)
- انتقال حرارت
- ترمودینامیک کاربردی
- تبدیل انرژی
- ابزار دقیق و اندازه‌گیری
- نقشه‌کشی مهندسی (پیش نویس) و طراحی مهندسی
- گرافیک مهندسی
- طراحی مکانیزم شامل سینماتیک و دینامیک
- فرآیندهای تولید
- مکاترونیک
- آنالیز مدار
- تولید ناب
- اتوماسیون
- مهندسی معکوس
- کنترل کیفیت
- CAD (طراحی به کمک رایانه که شامل مدلسازی جامد است) و CAM (تولید به کمک رایانه)

مدرک مهندسی ساخت و تولید معمولاً تنها در چند کلاس تخصصی با مهندسی مکانیک متفاوت است. مدارک مهندسی مکانیک بیشتر بر فرایند طراحی محصول و محصولات پیچیده متمرکز است که به تخصص ریاضی بیشتری نیاز دارد.

## قابلیت‌ها
از ویژگی‌های یک فارغ‌التحصیل رشتهٔ ساخت و تولید می‌توان به درک وی نسبت به روندهای تولید، اصول طراحی و تولید، آشنایی با مواد و تحلیل مدل‌های تولیدی اشاره کرد. برای توضیح بیشتر می‌توان گفت فارغ‌التحصیل این رشته تأثیر روندهای متفاوت تولید را بر روی ویژگی‌های ماده درک می‌کند. قدرت انتخاب و به‌کارگیری مواد را داراست و در این زمینه، خود مبتکر آزمایش‌ها و پژوهش‌های گوناگون است. او می‌تواند با تهیهٔ نقشه‌های دو بعدی یا مدل‌های سه بعدی و نیز جداول اطلاعات به دست آمده را منتقل کند.
به‌طور کلی انتظار می‌رود مهندسان ساخت و تولید بعد از فارغ‌التحصیلی قابلیت‌های زیر را به دست آورده باشند:
- یک مهندس ساخت و تولید قادر است از دانش خود در ریاضیات، علوم پایه و علوم مهندسی برای حل مسائل مهندسی ساخت و تولید به خوبی استفاده کند.
- قادر است آزمایش‌های مورد نظر خود را طراحی کند و نتایج آن را به خوبی تشریح کند.
- قادر است وسیله‌ها، سیستم‌ها یا روندهایی را طراحی کند که مشخصات داده شده را ارضاء کند.
- قادر است با کامپیوتر و نرم‌افزارهای مربوطه برای طراحی، تحلیل و جمع‌آوری اطلاعات به خوبی کار کند.
- قادر است با رسانه‌های نوشتاری، گفتاری یا تصویری، ایده‌های خود را به خوبی به دیگران انتقال دهد.
- قادر است برای تحلیل یک مسئلهٔ مهندسی به عنوان عضوی از گروه به خوبی فعالیت نماید.
- قادر است مسولیت حرفه‌ای یک مهندس و این که چگونه مسائل مهندسی بر ایمنی، اقتصاد، اخلاق، سیاست، جامعه و مسائل فرهنگی تأثیر می‌گذارد، را درک کند.
- درک می‌کند که همواره باید به دنبال دانش باشد تا اطلاعات خود را بروز نگه دارد.

## مهندسی ساخت و تولید در سراسر جهان
مهندسی ساخت یک رشته بسیار مهم در سراسر جهان است. در کشورهای مختلف به نام‌های مختلف می‌آید. در ایالات متحده و اتحادیه قاره اروپا معمولاً به عنوان مهندسی صنایع و در انگلستان و استرالیا به آن مهندسی ساخت می‌گویند.

## وضعیت اشتغال
مهندسی ساخت تنها یک جنبه از صنعت ساخت مهندسی است. مهندسان سازنده از بهبود فرایند تولید از ابتدا تا انتها لذت می‌برند. آنها این توانایی را دارند که کل فرایند تولید را در ذهن نگه دارند زیرا بر بخش خاصی از فرایند تمرکز می‌کنند. دانش‌آموختگان موفق در رشته‌های مهندسی ساخت‌وساز از این مفهوم الهام می‌گیرند که با یک منبع طبیعی مانند یک بلوک چوب شروع کنند و با یک محصول قابل استفاده و ارزشمند، مانند میز تحریر، که به‌طور کارآمد و اقتصادی تولید می‌شود، خاتمه دهند.

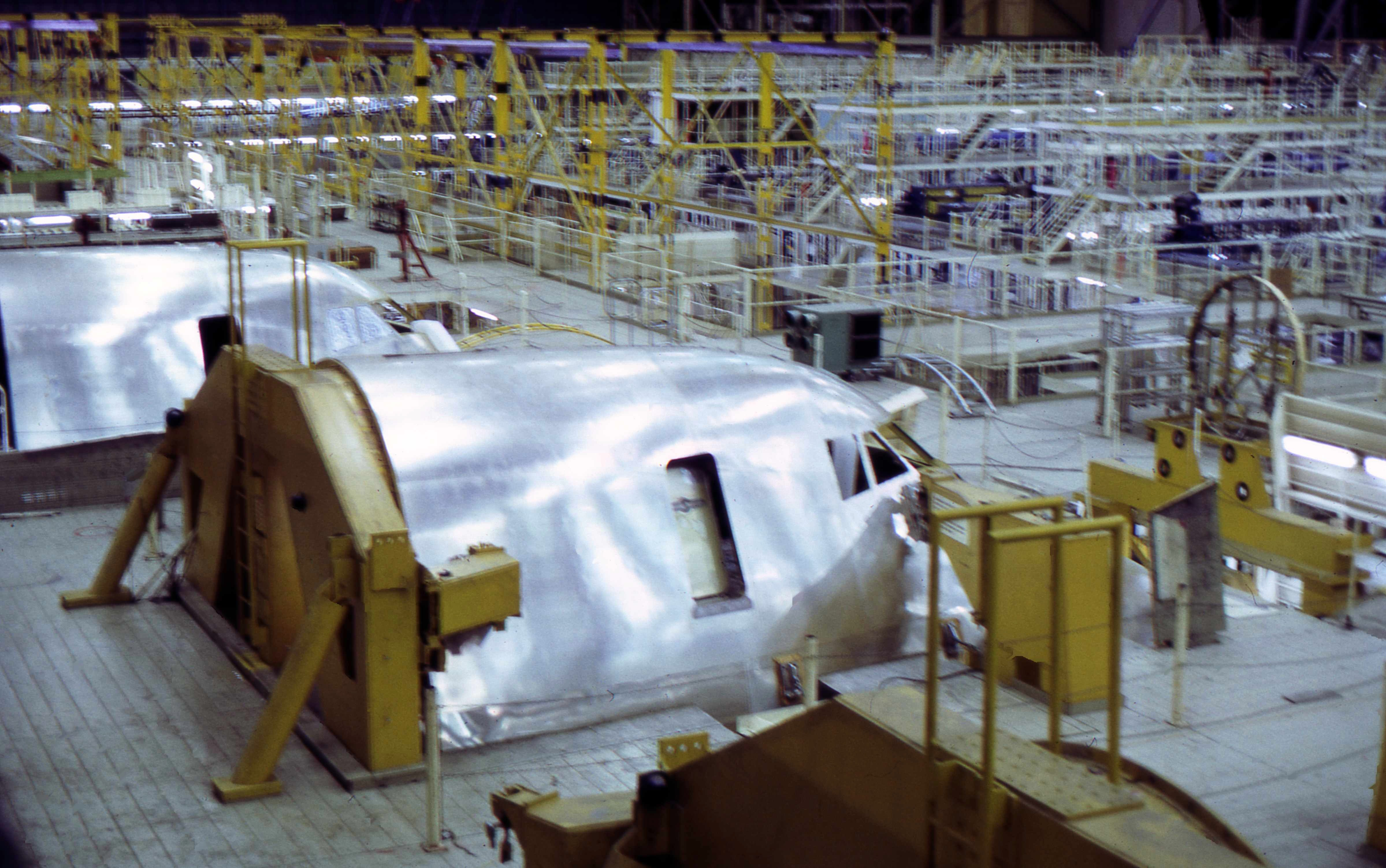
کارخانه اورت بوئینگ

مهندسان تولید با تلاش‌های مهندسی و طراحی صنعتی ارتباط نزدیک دارند. نمونه‌هایی از شرکت‌های بزرگی که مهندسان تولید را در ایالات متحده استخدام می‌کنند شامل شرکت جنرال موتورز، شرکت فورد موتور، کرایسلر، بوئینگ، شرکت گیتس و فایزر است. نمونه‌هایی در اروپا شامل ایرباس، دایملر، بی ام و، فیات، Navistar International و Michelin Tyre می‌باشد.
صنایعی که عموماً مهندسان تولید در آنها استخدام می‌شوند عبارتند از:

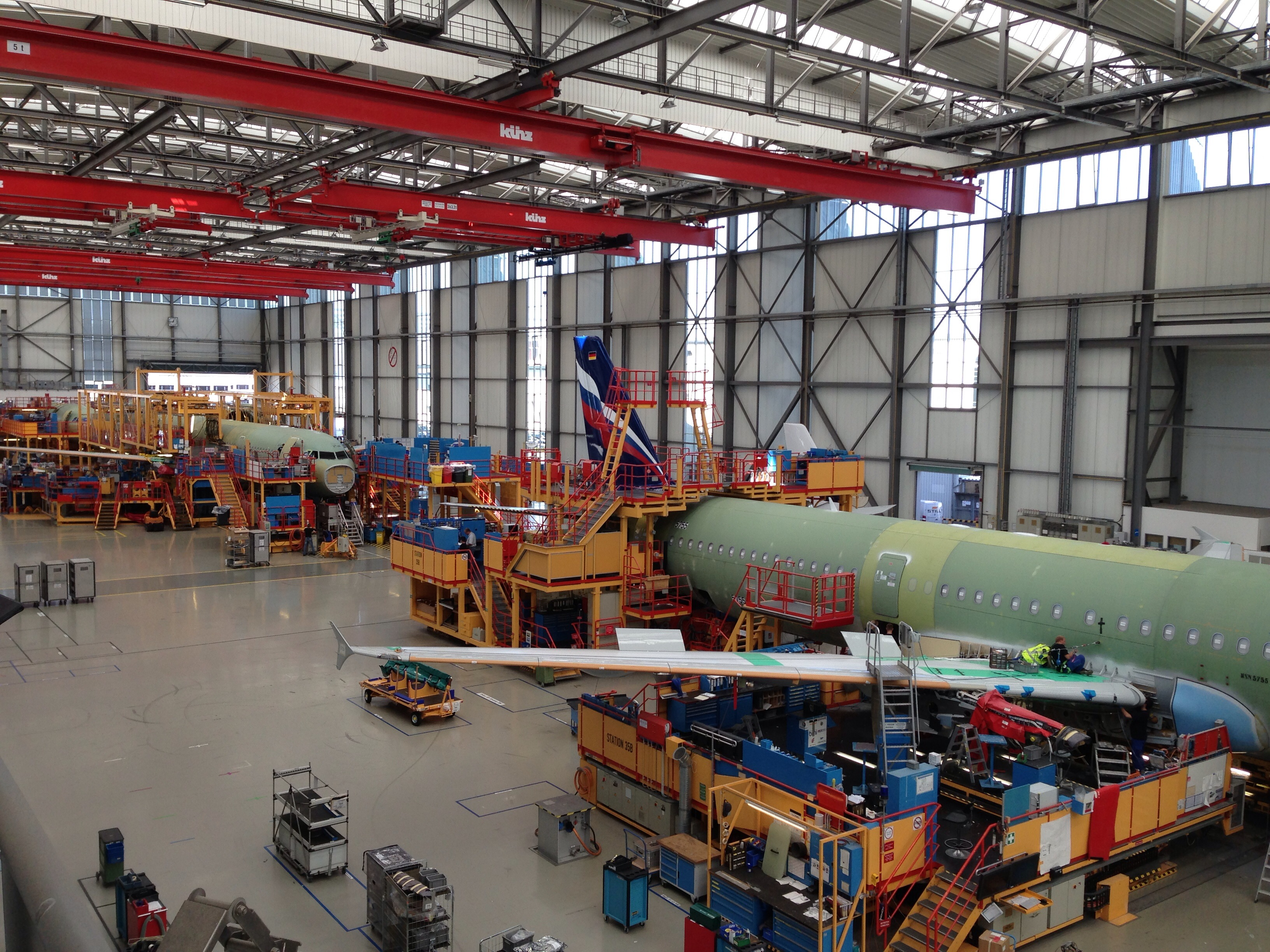
مونتاژ نهایی ایرباس A321

- صنعت هوافضا
- صنعت خودرو
- صنایع شیمیایی
- صنعت کامپیوتر
- مدیریت مهندسی
- صنایع فرآوری مواد غذایی
- صنعت پوشاک
- مهندسی صنایع
- مهندسی مکانیک
- صنعت داروسازی
- مهندسی فرایند
- صنعت خمیر و کاغذ
- مهندسی سیستم‌ها
- صنعت اسباب بازی